# Leroy Barnes
Leroy Nicholas „Nicky“ Barnes (* 15. Oktober 1933 in Harlem, New York City; † 2012) war ein US-amerikanischer Mobster und Drogenbaron einer Bande von afroamerikanischen Gangstern in Harlem, der in Haft zum Informanten wurde.
Er leitete die Bande The Council („Der Rat“), die den Drogenhandel mit Heroin in Harlem kontrollierte. 2007 veröffentlichte er das Buch Mr. Untouchable (Herr Unberührbar, Unfassbar), geschrieben von Tom Folsom.

## Leben

### Frühe Jahre
Leroy Barnes galt ursprünglich als ein guter Schüler, entfloh jedoch seinem Elternhaus, um seinem gewalttätigen Vater, der schwer alkoholabhängig war, zu entkommen. Als heroinsüchtiger Dealer wurde er zu einer Haftstrafe verurteilt und lernte im Gefängnis Joseph Gallo – ein hochrangiges Mitglied der Colombo-Familie – kennen.
Im selben Gefängnis befand sich auch Matthew Madonna, ein Dealer der Lucchese-Familie. Gallo wollte im schwarzen Harlem Fuß fassen und seinen eigenen Heroinhandel dadurch ausbauen und leitete Barnes an, die Organisationsformen der Fünf Familien zu kopieren. Als Gallo aus dem Gefängnis entlassen wurde, besorgte er Barnes einen Anwalt, wodurch eine vorzeitige Haftentlassung erreicht werden konnte.

### Aufstieg zum „Mr. Untouchable“
Barnes kehrte nach Harlem zurück und baute seine eigene Verbrecherbande, die später als Council bekannt wurde, im Sinne Gallos Darlegungen auf. Das Council organisierte den Heroinhandel und schlichtete Streite zwischen den Gangsterbanden in Harlem. Zum Council gehörten laut Barnes: Joseph „Jazz“ Hayden, Wallace Rice, Thomas „Gaps“ Foreman, Ishmael Muhammed, Frank James und Guy Fisher.
Bis zum Jahre 1976 organisierte Barnes seine Drogengeschäfte in den Bundesstaaten New York und Pennsylvania sowie in Kanada. Der DEA zufolge hatte Barnes sieben Leutnants, die jeder bis zu 12 Dealer aus der mittleren Ebene befehligten. Diese hatten jeweils 40 Straßenhändler unter sich. Barnes wurde „Mr. Untouchable“ genannt, nachdem die Strafverfolgungsbehörden keinen Erfolg gehabt hatten, ihn dauerhaft zu verurteilen.
Auf dem Höhepunkt seiner Karriere soll er mehr als 100 Millionen US-Dollar besessen haben.
Am 5. Juni 1977 veröffentlichte das Magazin The New York Times Magazine den Artikel „Mr. Untouchable“ über Barnes mit einem Titelfoto von ihm. Diese Provokation rief die Politik auf den Plan, und Präsident Jimmy Carter forderte Generalbundesanwalt Griffin B. Bell dazu auf, bis an die Grenze des gesetzlich Erlaubten zu gehen, um Barnes juristisch belangen zu können. Barnes konnte schließlich zu einer lebenslangen Freiheitsstrafe verurteilt werden.

### Kronzeuge und Informant
Als Barnes in Haft war, führte das Council die Geschäfte in eigener Regie weiter; Guy Fisher hatte sogar Barnes’ Geliebte übernommen; Barnes selbst wurde ignoriert. Council-Mitglieder waren nicht nur dazu verpflichtet worden, sich um inhaftierte Mitglieder zu kümmern, sondern sie sollten sich auch von deren Frauen, Töchtern und Geliebten fernhalten.
Barnes rächte sich, indem er sich zur Aussage bereit erklärte und ein Kronzeuge wurde; er lieferte eine Liste von 109 Namen, und es kam zu etlichen Verhaftungen und Anklagen. Barnes selbst gestand, in acht Morde verwickelt gewesen zu sein. Im Gefängnis wurde er zum Dichter, und er unterrichtete Mithäftlinge in der englischen Sprache.
Nach seiner Aussagebereitschaft setzte Rudy Giuliani eine Verkürzung der Strafe durch. Im August 1998 wurde Barnes aus dem Hochsicherheitstrakt für Zeugen des Federal Correctional Institution in Otisville (New York) wegen guter Führung entlassen.
2007 traf Barnes seinen früheren Konkurrenten Frank Lucas für ein Interview des New York Magazine. Interviewer war Mark Jacobson. 2008 wurde Barnes von Howard Stern auf Sterns Sirius Satellite Radio Show interviewt.

## Adaptionen
In der ersten Folge der ersten Staffel der US-amerikanischen Dokumentationsreihe Gefährliche Gangs – Erstausstrahlung 1. November 2007 – werden (neben Frank Lucas) auch Leroy Barnes und seine Bande The Council behandelt.